# 乙烯 (1965年電影)
《乙烯》（英語：Vinyl）是安迪·華荷執導的1965年美國實驗電影，改編自安東尼·伯吉斯的小說《發條橘子》，並以瑪莎與範德拉的《Nowhere to Run》等作配樂。

## 情節
Victor是個一名平時喜歡為非作歹的青年，興趣是舉重和跳舞，經常欺凌別人為樂。他的朋友Scum Baby被他打了後報警，警察將他逮捕後，Victor需選擇坐牢或接受行為矯正，選擇後者的他被醫生綁在椅子上，強迫觀看施暴的影片，他按指示描述影片中的內容，同時手上被滴蠟，直至發誓不再使用暴力後才被鬆綁。之後，醫生要他對自己施暴，而Victor予以拒絕並服藥，表示這項治療是成功的。

## 演員及角色
- 傑拉德·馬蘭加（英语：Gerard Malanga） 飾 Victor
- 伊迪·塞奇威克 為 群眾演員
- 昂丁（英语：Ondine (actor)） 飾 Scum Baby
- 托許·卡里洛 飾 醫生
- 拉里·拉特拉
- J·D·麥達莫 飾 警察
- 雅克·波汀 為 群眾演員

## 製作及放映
《乙烯》為《發條橘子》的第一次電影改編。華荷於1965年春購得小說，其後給了編劇隆納·塔弗爾並告訢他已以3,000美元買下故事的版權。電影大大壓縮了故事情節，亦更動了角色的名字，而乙烯這一標題則由來未明；塔弗爾花了一星期的時間準備，但其實他只使用了小說的前半部分，因他覺得那小說太沉悶而沒有看完。
拍攝在同年4月或5月初進行；其製作成本極低，只以一部 Auricon 16mm 電影攝影機於華荷的「工廠」內拍攝，一鏡到底。如史丹利·庫柏力克在六年後執導的《發條橘子》，電影以主角臉孔的近鏡開始。參與的演員事先沒有排練，一些群眾演員甚至不知道自己被拍攝了，他們也與劇情沒有關係。本來電影計劃全採用男性演員，但伊迪·塞奇威克和查克·魏在拍攝期間不期而至，華荷最後讓塞奇威克在電影出鏡，但表示她在其中沒有角色，所以只坐在一旁就好；塔弗爾為此對魏的介入感不滿，認為他被置身局外。
電影配樂包括瑪莎與範德拉的《Nowhere to Run》、奇想樂團的《Tired of Waiting for You》、滾石樂團的《The Last Time》、艾斯禮兄弟合唱團的《Shout》，其中《Nowhere to Run》全曲播放了兩次，眾演員隨曲起舞。當中在最後的場景中，跳舞的演員吸食了Rush Poppers並處於恍惚狀態。
電影於1965年6月4日首映，作為喬納斯·梅卡斯在「Film-Makers' Cinematheque」放映的電影之一。另外亦有若干現場演出。

## 相關資訊
此電影為伊迪·塞奇威克演出的第二部電影，第一部為華荷於同年3月首映的《馬》。
有評論將此電影與庫柏力克的《發條橘子》比較，批評其拍攝技術和藝術表達。然而，寧那·華納·法斯賓德及一些無浪潮電影導演（如安德斯·格拉夫斯特倫及麥可·歐柏威茲）則受到其影響。此外，它亦列於《死前必看的1001部電影》一書之中。
2016年電視劇《黑膠時代》（英語：Vinyl）中亦有華荷一角，但與其電影無關。

## 外部連結
- 互联网电影数据库（IMDb）上《乙烯》的资料（英文）
- AllMovie上《乙烯》的资料（英文）
- 爛番茄上《乙烯》的資料（英文）
- 關於此電影的 Brows Held High 劇集（页面存档备份，存于）
- MOMA 之介紹（页面存档备份，存于）